# Daniel Defert
Daniel Defert (Avallon, 10 de septiembre de 1937-París, 7 de febrero de 2023) fue un destacado activista contra el VIH/sida francés y presidente fundador de AIDES, la primera organización de sensibilización sobre el sida una enfermedad muy trágica en esos años en Francia. Creó esta organización después de la muerte de su pareja, el filósofo francés Michel Foucault.

## Biografía
Estudió en la Escuela Normal Superior de Saint-Cloud. Profesor de sociología, Defert fue asistente de sociología de 1969 a 1970, maestro-ayudante entre 1971 y 1985 y, a continuación, maestro conferenciante desde 1985 en el Centro Universitario de Vincennes. Fue miembro del comité científico de las ciencias humanas de la Conferencia Internacional sobre el sida (1986-94), miembro de la Comisión Mundial para el sida (Organización Mundial de la Salud) (1988-93), miembro del Comité Nacional para el Sida (1989-98), de la Política de la Coalición Mundial contra el Sida de la Universidad de Harvard, y del francés «Alto Comité de la Santé Publique» (desde 1998). 
Defert fue autor de numerosos artículos en el ámbito de la etno-iconografía y la salud pública. Ha sido galardonado con la condecoración de Caballero de la Legión de Honor y recibió en 1998 el Premio Alexander Onassis por su fundación AIDES.

### Relación con Foucault
Defert conoció a Michel Foucault cuando era estudiante de filosofía en la Universidad de Clermont-Ferrand en Francia. Su relación duró desde 1963 hasta la muerte de Foucault en 1984 a causa del sida, una enfermedad de la que se sabía poco en ese momento. Este hecho fue lo que llevó a Defert a entrar en el campo del activismo por la lucha contra esta enfermedad.